# Chimaeriformes
«  Chimère (poisson) » redirige ici. Pour les autres significations, voir Chimère.
Ordre
Les Chimaeriformes (chimériformes, chimères ou requins fantômes en français) sont un ordre de poissons cartilagineux vivant dans les abysses. Très proches des requins (dont ils ont divergé il y a environ 400 millions d'années), leur représentant actuel le plus connu est la Chimère commune.

## Description et caractéristiques

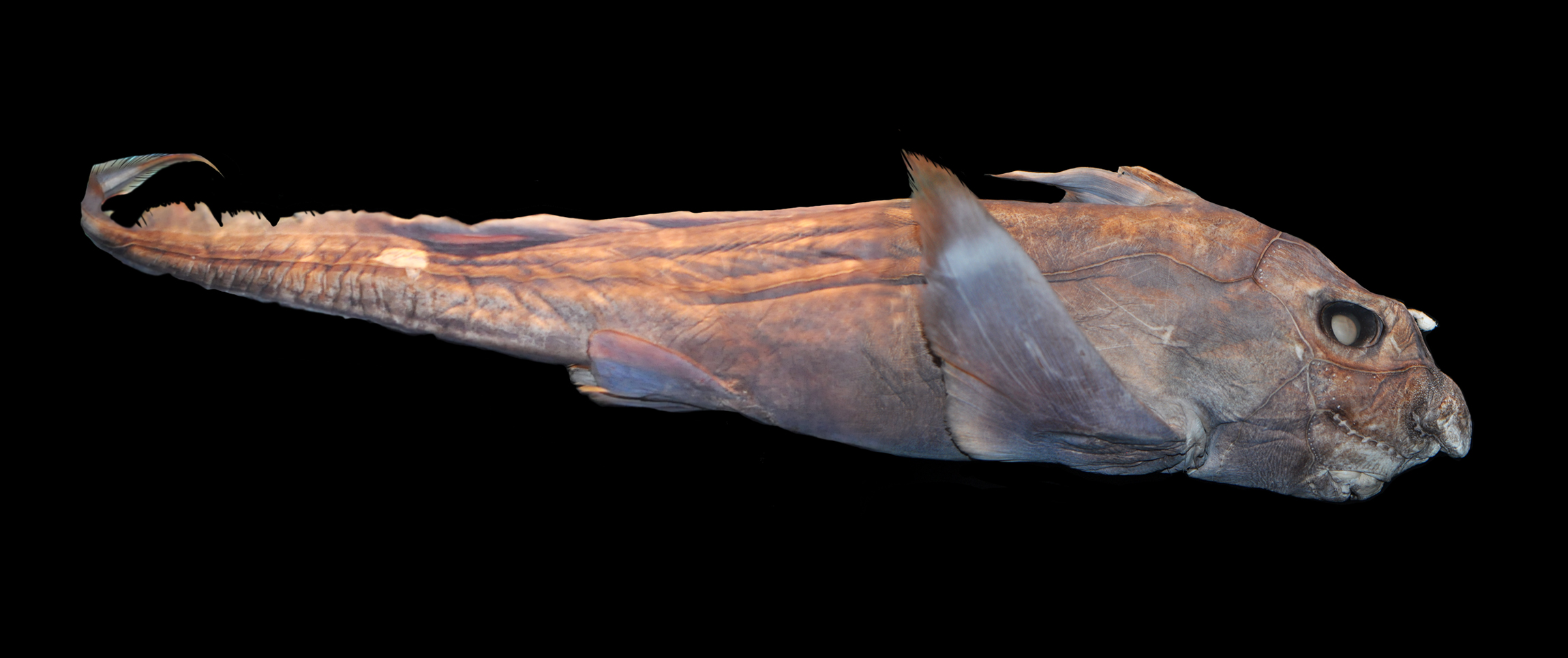
Hydrolagus trolli (spécimen momifié)

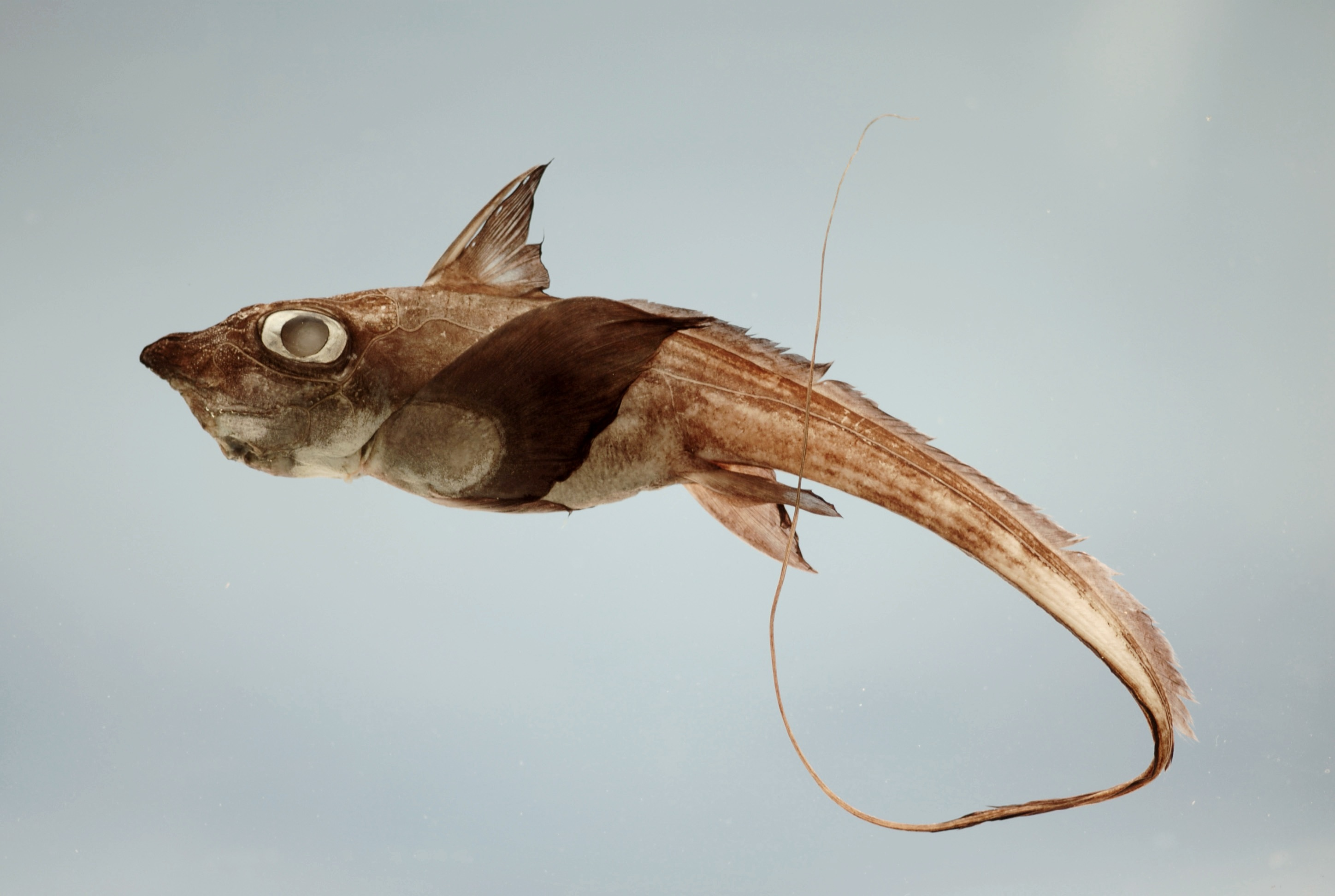
Hydrolagus alberti (spécimen momifié)

Les chimères sont des animaux plutôt benthiques et vivent dans les océans tempérés. Ils peuvent atteindre 2 m de long. Comme tous les membres des chondrichthyens, elles ont un squelette cartilagineux. Leur peau est douce et leur couleur peut aller du noir au gris-brun. Pour se défendre, les chimères ont un aiguillon venimeux sur leur aileron dorsal.
Les chimères ressemblent aux requins sur plusieurs points : les mâles utilisent leurs nageoires ventrales comme un pénis pour introduire le sperme dans la vulve de la femelle et ces dernières déposent leurs œufs dans des sacs membraneux. Ils diffèrent des requins du point de vue de la mâchoire supérieure, qui est fusionnée avec le reste du crâne, et du point de vue uro-génital : les Chimères possèdent un orifice urinaire et un orifice génital bien distincts alors que les requins ont un cloaque qui regroupe les deux. De plus, les fentes branchiales (visibles latéralement chez les requins) sont cachées chez les chimères par un repli cutané.
Ce sont des espèces ovipares qui se nourrissent principalement de petits invertébrés benthiques et de petits poissons. Leur écologie et biologie sont très mal connues.

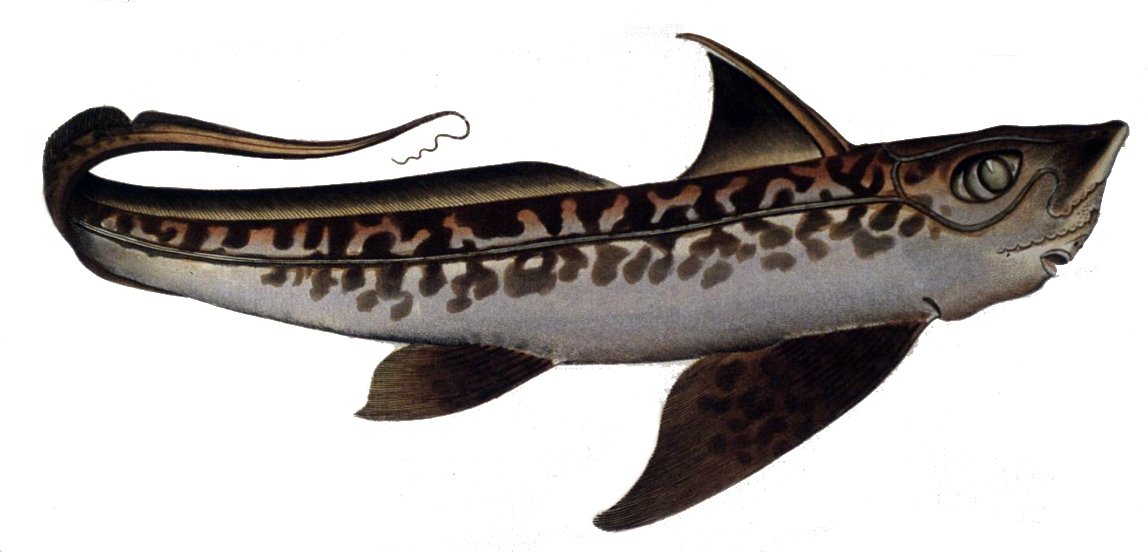
Chimaera monstrosa (dessin de 1797).

## Habitat
Ils habitent les eaux profondes, entre 500 m et 3 100 m, en bordure des plateaux continentaux et des monts sous-marin de tous les océans à l'exception des eaux antarctiques.

## Liste des sous-ordres, familles et genres
On connaît 52 espèces de chimères actuelles, divisées en trois familles.
Selon World Register of Marine Species (9 mars 2015) :
- sous-ordre des Chimaeroidei
  - famille des Callorhinchidae Garman, 1901
    - genre Callorhinchus Lacepede, 1798    -- 3 espèces

  - famille des Chimaeridae Bonaparte, 1831
    - genre Chimaera Linnaeus, 1758 -- 16 espèces
    - genre Hydrolagus Gill, 1862 -- 25 espèces

  - famille des Rhinochimaeridae Garman, 1901
    - genre Harriotta Goode and Bean, 1895 -- 2 espèces
    - genre Neoharriotta Bigelow and Schroeder, 1950 -- 3 espèces
    - genre Rhinochimaera Garman, 1901 -- 3 espèces

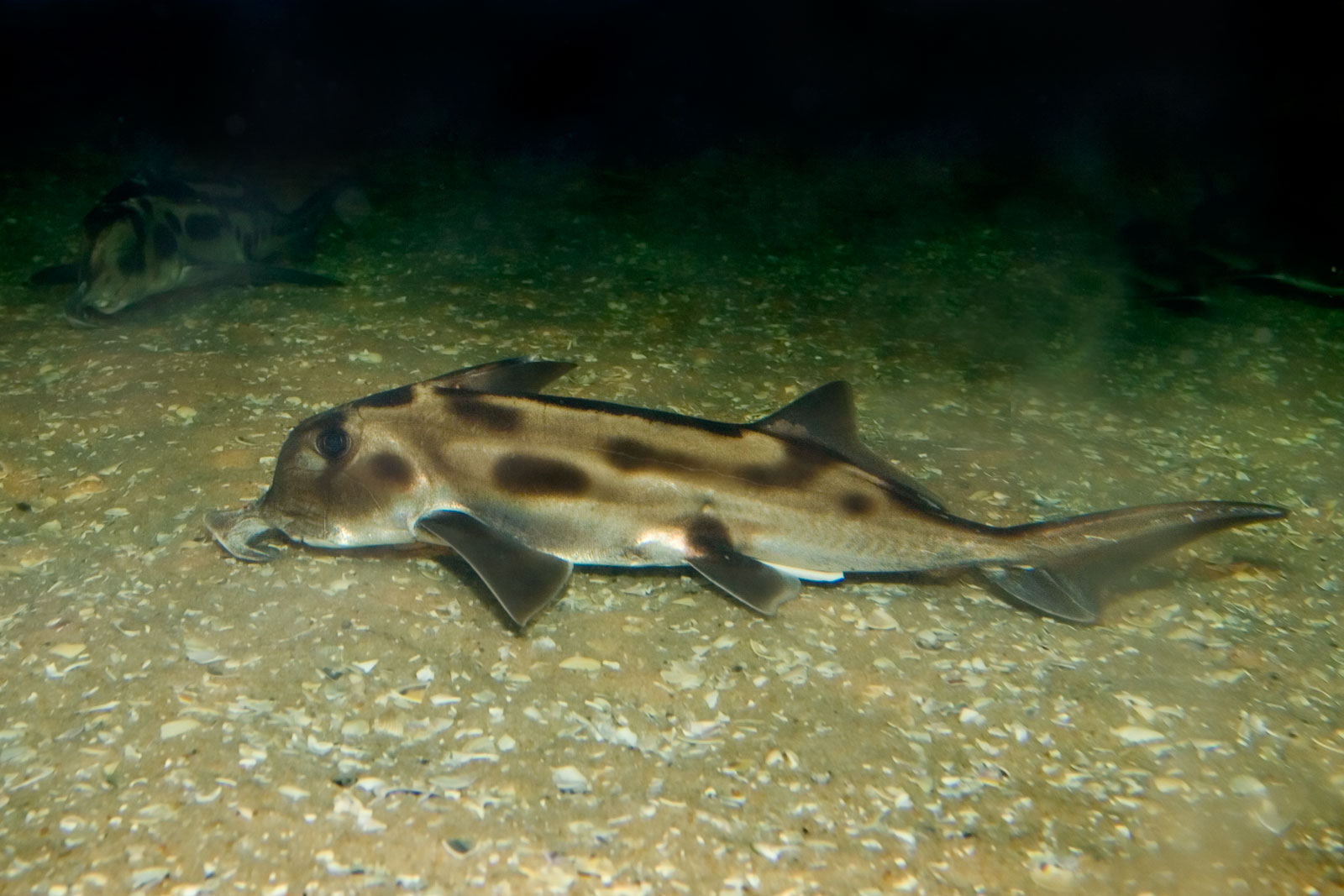
Callorhinchus milii.
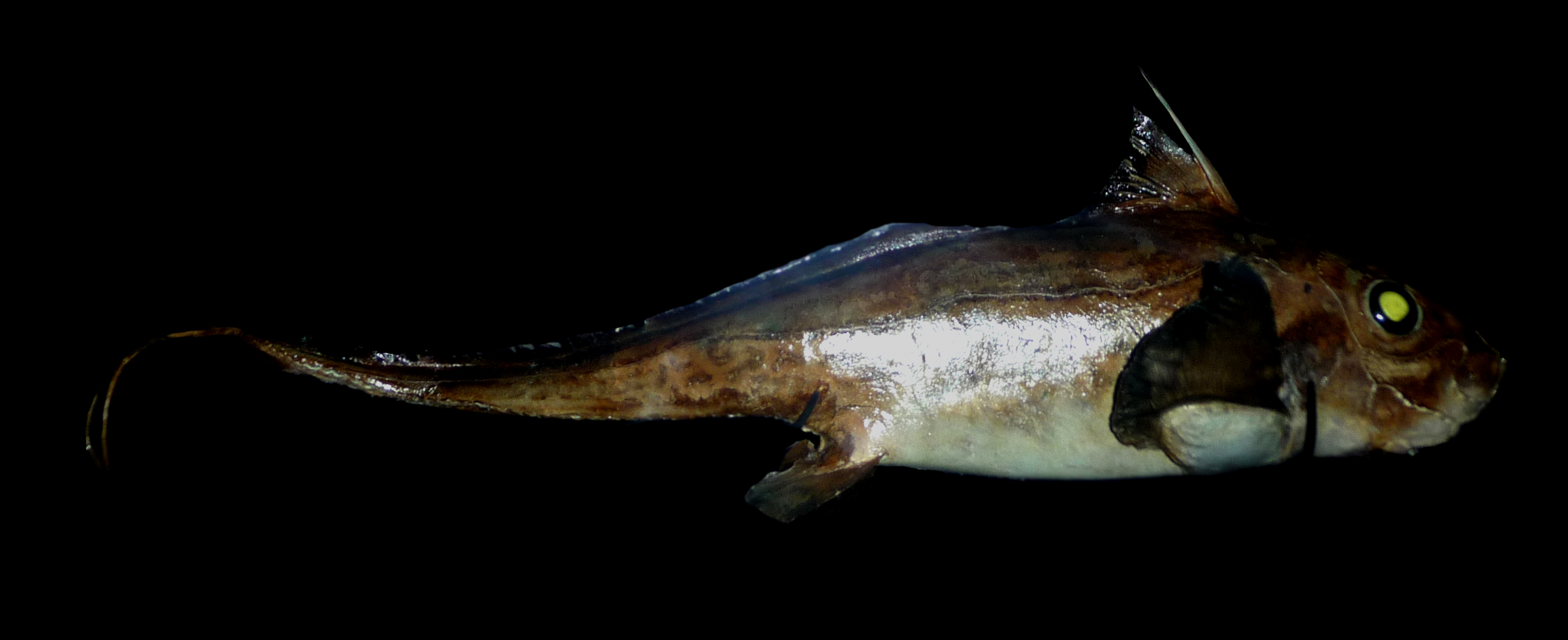
Chimaera monstrosa.
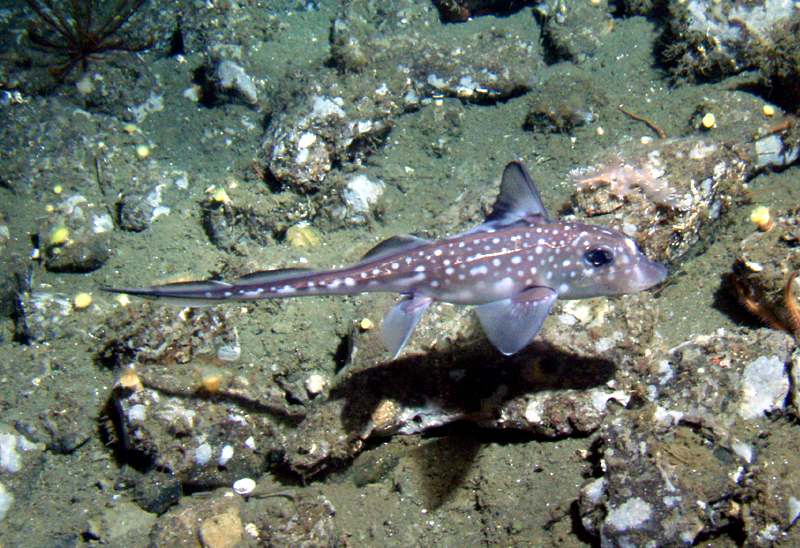
Hydrolagus colliei.
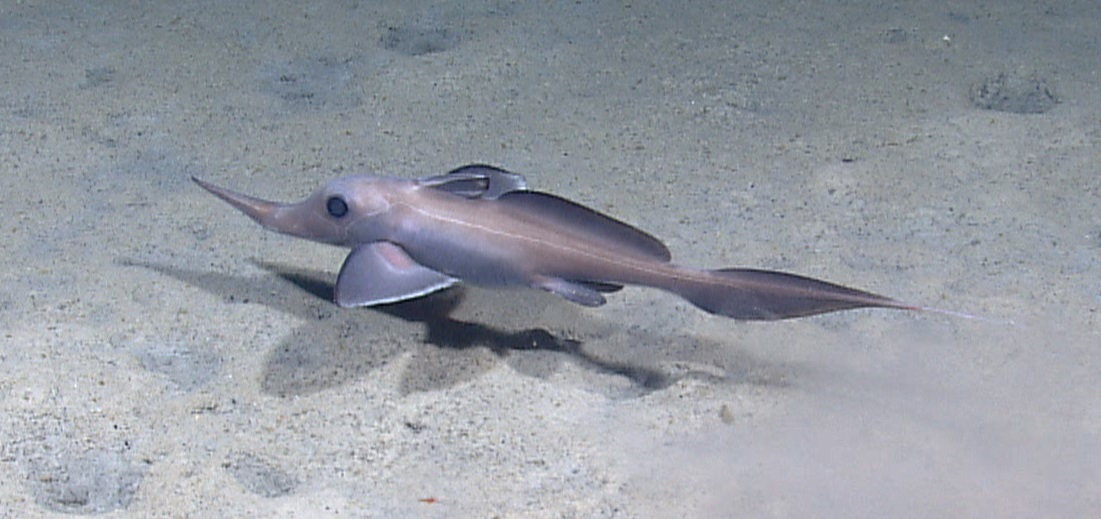
Harriotta raleighana.
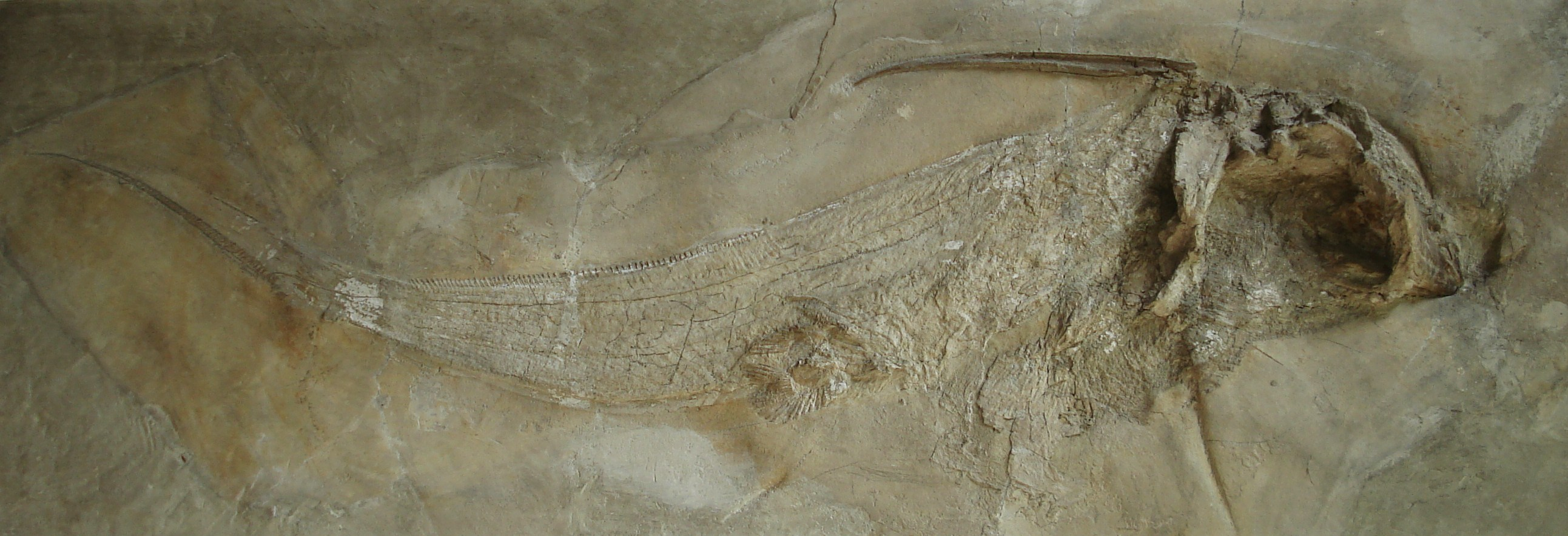
Fossile d’Ischyodus quenstedti.